# Wenn zwei sich lieben
Wenn zwei sich lieben ist ein in Rom spielendes, dänisches Stummfilmmelodram aus dem Jahre 1925 von A. W. Sandberg mit Olaf Fønss, Philip Bech und Karina Bell in den Hauptrollen. 

## Handlung
Rom in den 1830er Jahren. Der junge dänische Bildhauer Olaf Malm genießt die künstlerische Atmosphäre der „ewigen Stadt“, in der er aufblüht und die ihn immer wieder aufs Neue inspiriert. Eines Tages verliebt er sich in die junge Landsmännin Sigrid Olaisen, die Tochter eines gutbürgerlichen und ziemlich wohlhabenden Mannes, eines Sägewerkbesitzers. Dieser bestellt bei Olaf sogar eine nach Sigrids Zügen gestaltete Marmorbüste. In einer Zeit, in der soziale Standesunterschiede noch eine große Bedeutung spielen und der Vater seinen Segen für eine zukünftige Verbindung geben muss, türmen sich vor dem Liebespaar rasch unüberwindlich erscheinende, hohe Hürden auf. Bald wird die junge Frau schwanger, wovon aber Olaf nichts weiß. Olaisen und seine Tochter reisen nach Neapel weiter. Durch ein Schreiben von Sigrids Vater, demzufolge Sigrid (auf ihres Vaters Wunsch hin) den reichen Engländer Charles Vernon heiraten werde, muss Olaf glauben, dass seine Sigrid ihm untreu geworden sein und beider Liebe weggeworfen haben muss. Tief enttäuscht, zerschmettert er die halbfertige Statue und zieht sich aus der Öffentlichkeit zurück. Sigrid bringt das Kind zur Welt. Der Vater gilt allerdings seit dem Vorfall als verschollen, im Tiber, der unlängst über die Ufer getreten und schwere Verwüstungen verursacht hatte, ertrunken. Als Sigrid begreift, dass ihr Vater sie und Olaf auseinandergebracht hat, sagt sie sich von ihrem Vater los und reist nach Rom, um Olaf gegenüber die Dinge richtig zu stellen. Hier aber muss sie erfahren, dass Olaf bei der Rettung einer Ertrinkenden aus den Tiberfluten selbst den Tod gefunden haben soll.
Diese menschliche Tragödie findet zwei Dekaden später ihre Fortsetzung. Henry, der Sohn des Bildhauers, der seine beiden Elternteile nicht kennt, ist mittlerweile zu einem stattlichen jungen Mann gereift. Auf dem Landsitz des Bankiers Gram trifft er dessen schöne Tochter Harriet, eine Jugendfreundin, wieder. Beide jungen Leute haben sich ineinander verlieben. Es droht sich die römische Tragödie von einst in England zu wiederholen, denn Harriet scheint weit über dem gesellschaftlichen Stand von Henry zu stehen. Mr. Gram plant nämlich eine arrangierte Vermählung seiner Tochter mit dem italienischen Landedelmann Pisani. Der tut das Seine, um Henry vor Harriets Augen schlecht dastehen zu lassen. Harriet lässt sich blenden und verrät ihre Liebe zu Henry, der sich daraufhin von ihr zurückzieht. Henry begibt sich (unwissentlich) auf seines Vaters Spuren und lebt in Rom ein Künstlerleben. In der ewigen Stadt kommt es auch zur zufälligen Wiederbegegnung Henrys mit Harriet, der ihr von Pisanis Intrigen erzählt. Ein Franziskanermönch tritt auf Henry zu und wird dessen unerwarteter Verbündeter bei der Rückeroberung von Harriet, die nie ganz aufgehört hat, Henry zu lieben. Der Mönch hat an dem Ring, den Henry trägt, erkannt, dass es sich bei diesem um seinen Sohn handeln muss. Um diesem all den Schmerz und den Verzicht, den er, Olaf, vor gut zwanzig Jahren am eigenen Leib erfahren musste, zu ersparen, greift „Mönch“ Olaf ein und kann dem Liebesglück seines Sohnes und Harriets eine zweite Chance geben. Pisani aber wird Opfer eines eigenen Schurkenstreichs.

## Produktionsnotizen
Wenn zwei sich lieben entstand in Dänemark und in Rom und wurde am 30. November 1925 im Kopenhagener Palads-Theater uraufgeführt. Die deutsche Premiere fand im Februar 1926 statt, die österreichische im Jahr darauf unter dem Titel Im Banne der ewigen Stadt.
Die Filmbauten entwarf Carlo Jacobsen.

## Kritiken
Die Bühne schlussfolgerte: “Der Film hat eine starke und überaus spannende Handlung und weist Bilder italienischer Landschaft in reicher Zahl auf. Olaf Fönss und Karina Bell geben den Hauptrollen des Films ausgezeichnete Verkörperung.”
Wiens Tagblatt schrieb: „Die Handlung ist schlicht, ist eine Tragödie, wie sie das Schicksal in tausenden Fällen knüpft und nicht immer einer so glücklichen Lösung zuführt. Was das Filmwerk aber so sehenswert macht, ist der wunderbare und überwältigende Szenenappart, zu dem die Natur den Aufbau gegeben.“